# Canton de Ploudiry
Le canton de Ploudiry est une division administrative française, située dans le département du Finistère et la région Bretagne.

## Composition
Le canton de Ploudiry regroupe les communes suivantes :
| Nom                  | Code Insee | Codepostal | Superficie (km2) | Population (dernière pop. légale) | Densité (hab./km2) |
| -------------------- | ---------- | ---------- | ---------------- | --------------------------------- | ------------------ |
| Ploudiry (chef-lieu) | 29180      | 29800      | 27,19            | 891 (2012)                        | 33                 |
| Lanneuffret          | 29116      | 29400      | 2,24             | 134 (2012)                        | 60                 |
| Loc-Eguiner          | 29128      | 29400      | 11,90            | 358 (2012)                        | 30                 |
| La Martyre           | 29144      | 29800      | 18,01            | 765 (2012)                        | 42                 |
| La Roche-Maurice     | 29237      | 29800      | 12,04            | 1 919 (2012)                      | 159                |
| Tréflévénez          | 29286      | 29800      | 9,65             | 269 (2012)                        | 28                 |
| Le Tréhou            | 29294      | 29450      | 22,79            | 609 (2012)                        | 27                 |

## Représentation

### Conseillers généraux de 1833 à 2015
- De 1833 à 1848, les cantons de Landerneau et de Ploudiry avaient le même conseiller général. Le nombre de conseillers généraux était limité à 30 par département.

| Période                      | Identité                                                    | Parti                    | Qualité |
| ---------------------------- | ----------------------------------------------------------- | ------------------------ | --- |
| 1833-1848                    | voir Canton de Landerneau                                   |                          | |
| 1848-1852 (décès)            | Jean Robert René de Rodellec du Porzic fils (1781-1852)     |                          | Propriétaire du château du Porzic à Saint-Pierre-Quilbignon maire de Trébabu, puis de Saint-Pol-de-Léon puis de Saint-Pierre-Quilbignon (1829, 1836-1848) Ancien Sous-Préfet Président du Conseil Général |
| 1852-1856                    | Maurice de Rodellec du Porzic                               |                          | Propriétaire à Lanneuffret |
| 1856-1864 (décès)            | Joseph Romain-Desfossés                                     | Majorité dynastique      | Amiral Député (1849-1851) - Sénateur (1855-1864) Ministre de la Marine et des Colonies (1849) |
| 1865-1870                    | François-Marie Boucher                                      |                          | Cultivateur propriétaire Maire de Ploudiry (1832-1871), ancien conseiller d'arrondissement |
| 1870-1897 (démission)        | François de l'Estang du Rusquec                             | Monarchiste              | Propriétaire à Tréflévénez Maire de Ploudiry |
| 1897-1901                    | Hilarion de L'Estang du Rusquec (fils du précédent)         | Conservateur             | Ancien zouave pontifical, Tréflévénez |
| 1901-1907                    | Yves Le Roux                                                | Républicain              | Maire de La Martyre |
| 1907-1913 (décès)            | Jean-Marie David                                            | Libéral                  | Notaire Maire de Ploudiry (1896-1913), conseiller d'arrondissement |
| 1914-27 octobre 1921 (décès) | Joseph Boucher (1868-1921)                                  | Libéral                  | Négociant, maire de Ploudiry |
| 1er février 1922-1940        | Marcel Boucher (1896-1974, fils du précédent)               | URD puis PSF             | Négociant à Ploudiry (1930-1941) Nommé conseiller départemental en 1943 |
|                              |                                                             |                          | |
| 1945-1958                    | Joseph (Josick) Boucher (1923-1959, fils de Marcel Boucher) | PRL puis CNIP            | Ingénieur chimiste Maire de Ploudiry (1945-1947) disparu en mer |
| 1958-1988                    | Pierre Abéguilé (1922-2011)                                 | app.MRP puis CD puis UDF | Agriculteur, Président de la section des fermiers et métayers de la FNSEA Membre du Conseil Économique et Social Maire de La Martyre (1959-2001)                                                          |
| 1988-2015                    | François Marc                                               | PS                       | Professeur d'université Sénateur de 1998 à 2017 Maire de La Roche-Maurice (1998-2001) |

### Conseillers d'arrondissement (de 1833 à 1940)
| Période                                  | Période | Identité                                                     | Étiquette                                | Qualité |
| ---------------------------------------- | ------- | ------------------------------------------------------------ | ---------------------------------------- | --- |
| 1833                                     | 1836    | François-Marie Boucher (1802-1876)                           |                                          | Cultivateur à Mescoat, propriétaire, maire de Ploudiry (1832-1871)                                          |
| 1836                                     | 1839    | Jacques Louis Marie Prosper Ameline de Cadeville (1792-1855) |                                          | Ancien garde du corps du Roi, propriétaire à Landerneau                                                     |
| 1839                                     | 1848    | Yves Malléjac                                                |                                          | Notaire à Landerneau                                                                                        |
| 1848                                     |         | François Marie Boucher                                       |                                          | Maire de Ploudiry                                                                                           |
|                                          |         |                                                              |                                          | |
| 1871                                     | 1895    | Gabriel Boucher (1829-1906, fils de F.M. Boucher)            | Droite                                   | Maire de Ploudiry (1871-1872 et 1878-1896)                                                                  |
| 1895                                     | 1907    | Jean-Marie David (1855-1913, gendre du précédent)            | Libéral                                  | Notaire, maire de Ploudiry (1896-1913)                                                                      |
| 1907                                     | 1934    | Guillaume Guéguen                                            | Républicain progressiste Union nationale | Cultivateur, maire de Ploudiry (1913-1925)                                                                  |
| 1934                                     | 1940    | Joseph Boucher                                               | URD                                      | Maire de Ploudiry (1930-1941)                                                                               |
| 1940                                     |         |                                                              |                                          | Les conseils d'arrondissement ont été suspendus par la loi du 12 octobre 1940 et n'ont jamais été réactivés |
| Les données manquantes sont à compléter. |         |                                                              |                                          | |

## Démographie
| 1962  | 1968  | 1975  | 1982  | 1990  | 1999  | 2006  | 2011  | 2012  |
| ----- | ----- | ----- | ----- | ----- | ----- | ----- | ----- | ----- |
| 3 931 | 3 765 | 3 584 | 3 759 | 4 016 | 4 143 | 4 665 | 4 933 | 4 945 |